# Pterocelastrus
Pterocelastrus Meisn. – rodzaj roślin należący do rodziny dławiszowatych (Celastraceae R. Br.). Obejmuje co najmniej 4 gatunki występujące naturalnie w południowo-wschodniej Afryce.

## Morfologia
PokrójDrzewo lub krzew o nagich pędach.
LiścieNaprzemianległe, całobrzegie.
KwiatyZebrane w kwiatostany. Kwiaty są obupłciowe. Mają 5 płatków.
OwoceElipsoidalne torebki z bocznym lub skośnym rogiem bądź skrzydełkopodobną naroślą. Zawierają po 1–3 jajowate nasiona, niemal otoczone przez osłonkę.

## Biologia i ekologia
Występuje zarówno w wiecznie zielonych lasach jak i na skalnych zboczach.

## Systematyka
Pozycja i podział według APWeb (2001...)
Rodzaj należący do rodziny dławiszowatych (Celastraceae R. Br.), rzędu dławiszowców (Celestrales Baskerville), należącego do kladu różowych w obrębie okrytonasiennych.
Wykaz gatunków
- Pterocelastrus echinatus N.E.Br.
- Pterocelastrus galpinii Loes.
- Pterocelastrus rostratus Walp.
- Pterocelastrus tricuspidatus Walp.